# Endomicetàcies
Les endomicetàcies (Endomycetaceae) són una antiga família de llevats dins l'ordre Saccharomycetales, avui en desús. Segons la classificació del 2007 dels Ascomycota, aquesta família té tres gèneres; tanmateix la ubicació del gènere Phialoascus és incerta. Té una distribució cosmopolita i típicament creixen associats amb altres fongs, potser parasíticament.